# France-Albert René
France-Albert René (Victoria, 16 novembre 1935 – Mahé, 27 febbraio 2019) è stato un politico seychellese.

## Biografia
È stato Presidente delle Seychelles dal 5 giugno 1977 al 14 luglio 2004, quando si dimise e lasciò l'incarico al suo successore James Michel.